# Filosofem
Filosofem (укр. Філософема) — четвертий студійний альбом норвезького блек-метал-гурту Burzum. Платівка записана у березні 1993 року, перед тим, як Варґ Вікернес був заарештований за звинуваченням у вбивстві Євронімуса, і видана три роки по тому в 1996 році.

## Список композицій
Автор музики і слів Варґ Вікернес. 
| #     | Назва | Переклад німецькою (Варґ Вікернес)                     | Тривалість |
| ----- | --- | ------------------------------------------------------ | ---------- |
| 1.    | «Burzum» (Тьма)                                                                                                | Dunkelheit                                             | 7:05       |
| 2.    | «Jesu død» (Смерть Ісуса)                                                                                      | Jesus' Tod                                             | 8:39       |
| 3.    | «Beholding The Daughters Of The Firmament» (Спостерігаючи за дочками небесного зводу)                          | Erblicket die Töchter des Firmaments                   | 7:53       |
| 4.    | «Decrepitude I» (Крихкість I)                                                                                  | Gebrechlichkeit I                                      | 7:53       |
| 5.    | «Rundtgåing av den transcendentale egenhetens støtte» (Подорож навколо трансцендентальних колон сингулярності) | Rundgang um die transzendentale Säule der Singularität | 25:11      |
| 6.    | «Decrepitude II» (Крихкість II)                                                                                | Gebrechlichkeit II                                     | 7:53       |
| 64:34 | |                                                        |            |

## Виконавці
- Варґ Вікернес — вокал, усі інструменти.